# Big Buck Bunny
Big Buck Bunny (Peach durante la produzione) è un cortometraggio animato diretto da Sacha Goedegebure.
La pellicola è stata realizzata dal Blender Institute, parte della Blender Foundation. Come il precedente film della fondazione Elephants Dream è un film a contenuto aperto. Il lavoro di un piccolo team di sette animatori reclutati nella comunità Blender di artisti 3D, è iniziato nell'ottobre 2007, e il film è stato ufficialmente pubblicato il 10 aprile 2008, debuttando ad Amsterdam.
Il download del film e dei contenuti è stato reso disponibile il 30 maggio 2008.

## Trama
Questo film rappresenta la storia di un coniglio, che si gode la sua pace, ma tre pestiferi animaletti faranno di tutto per riuscire a infastidirlo e farlo innervosire.

## Produzione
Pur non essendo il primo cortometraggio realizzato dalla Blender Foundation (il primo è stato Elephants Dream), il film è il primo progetto della Blender foundation creato dal Blender Institute, una divisione della fondazione creata specificatamente per facilitare la creazione di film e giochi dal contenuto libero. Il film è stato finanziato dalla Blender Foundation, con donazioni della comunità di Blender, pre-vendite del DVD del film e sponsorizzazioni. Un interessante aspetto di marketing è stata la campagna promozionale avvenuta sul web, che è riuscita a coinvolgere appassionati e sviluppatori nella realizzazione del film, numerosi i contributi per il miglioramento del software utilizzato Blender sia da parte del team del cortometraggio sia da parte della comunità di sviluppatori Blender, e l'incoraggiamento alla partecipazione del pubblico per cui chi ha contribuito al film con l'acquisto del DVD entro ottobre 2008 è stato inserito nei ringraziamenti dei titoli di coda. Altra particolarità è stata la diffusione della trama e del materiale di lavoro durante la progettazione, che normalmente resta chiusa tra i muri di produzione sino alla pubblicazione ufficiale.
Sia il prodotto finale, sia il materiale di produzione, incluse le animazioni, i modelli e le texture sono stati messi in commercio sotto la Creative Commons Attribution License 3.0.

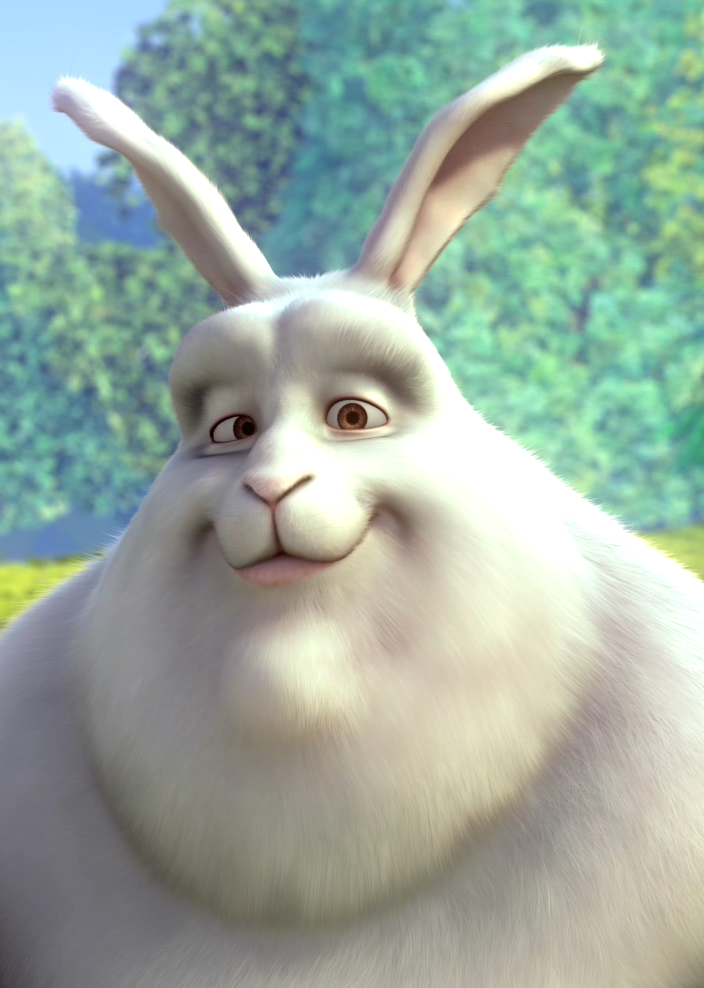
"Bunny" o JC (soprannominato dal team)
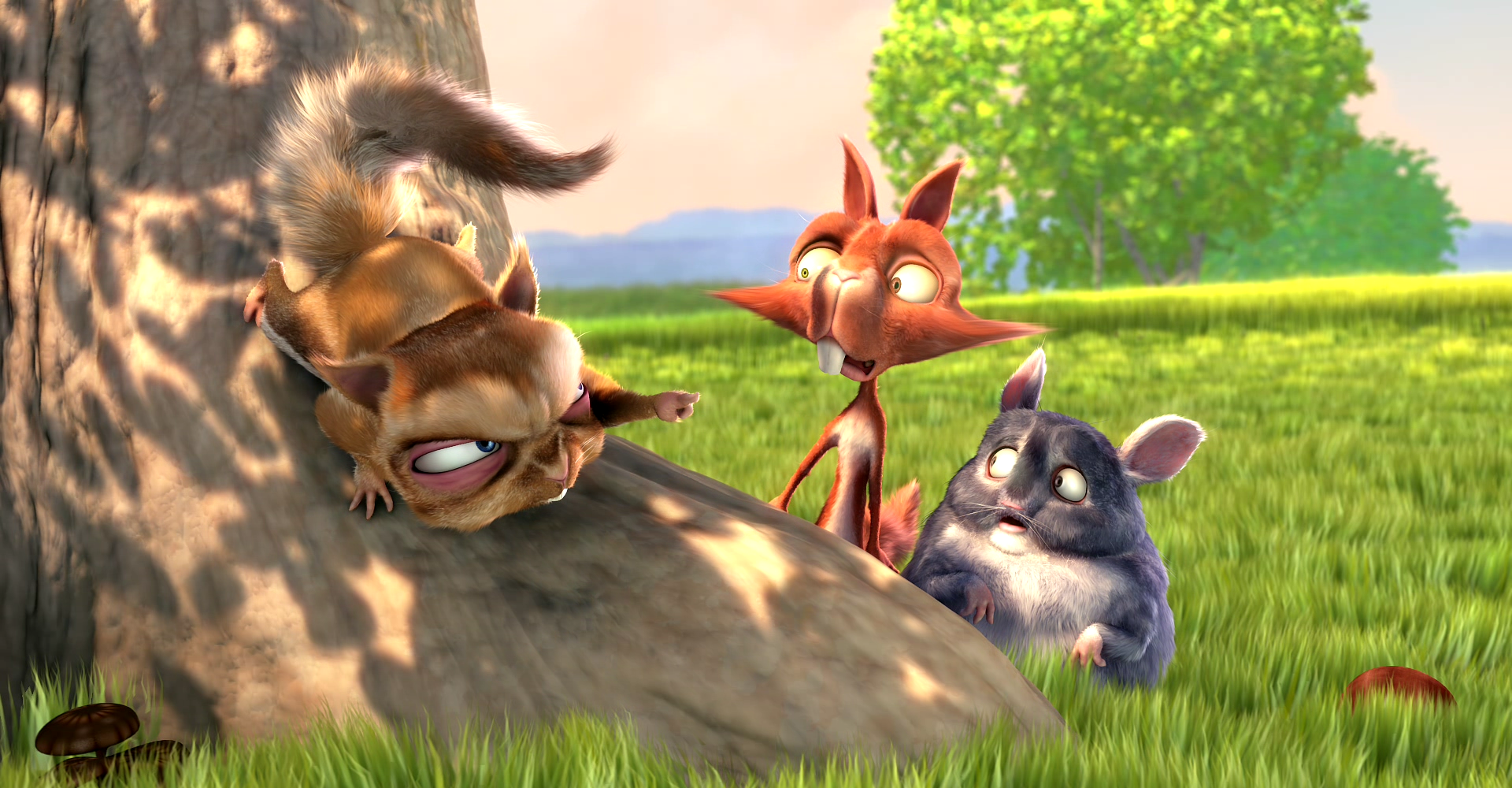
Frank, Rinky e Gamera (da sinistra a destra)
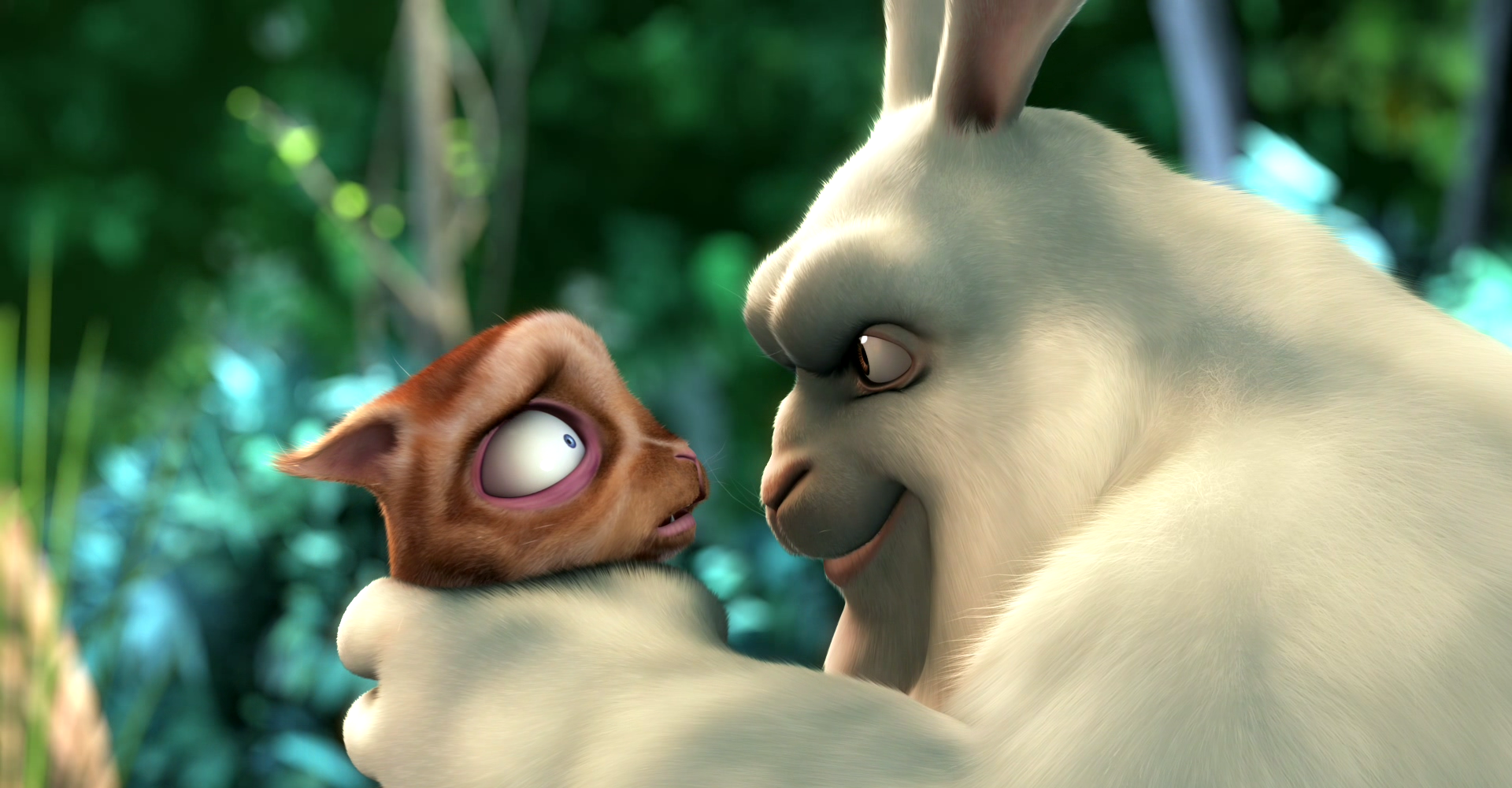
Bunny acchiappa Frank
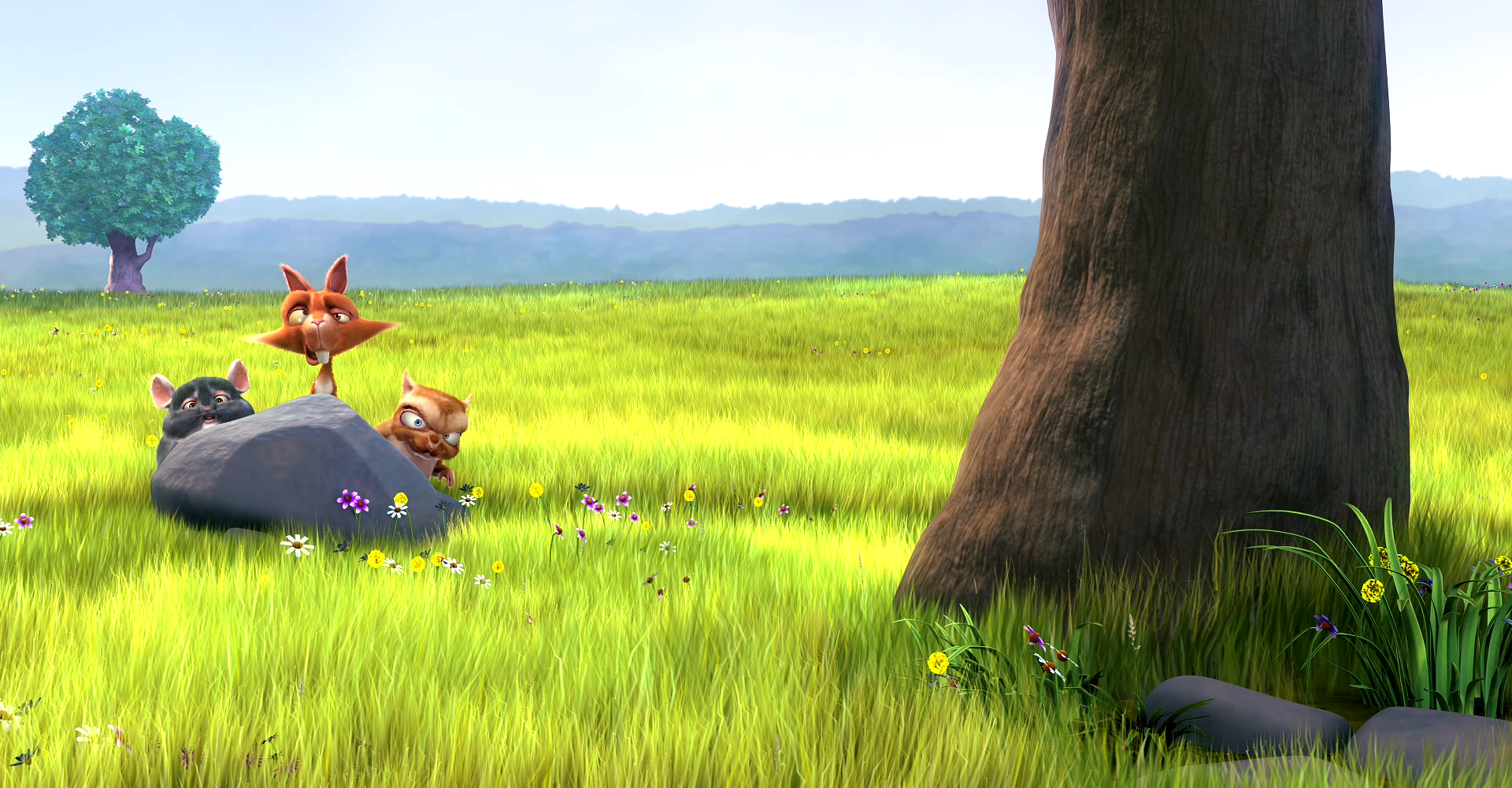
Ambientazione

### Cast tecnico[7]
- Produttore: Ton Roosendaal
- Regista, Sceneggiatore, Storyboard: Sacha Goedegebure
- Art director: Andy Goralczyk
- Lead Artist: Enrico Valenza [8]
- Animatore: Nathan Vegdahl, William Reynish
- Direttore tecnico: Brecht van Lommel, Campbell Barton
- Colonna sonora: Jan Morgenstern